# دینکی‌تون
دینکی‌تون (به انگلیسی: Dinkytown) یک منطقهٔ مسکونی در ایالات متحده آمریکا است که در مینیاپولیس واقع شده‌است. دینکی‌تون ۲۵۳ متر بالاتر از سطح دریا واقع شده‌است.